# 子供と魔法

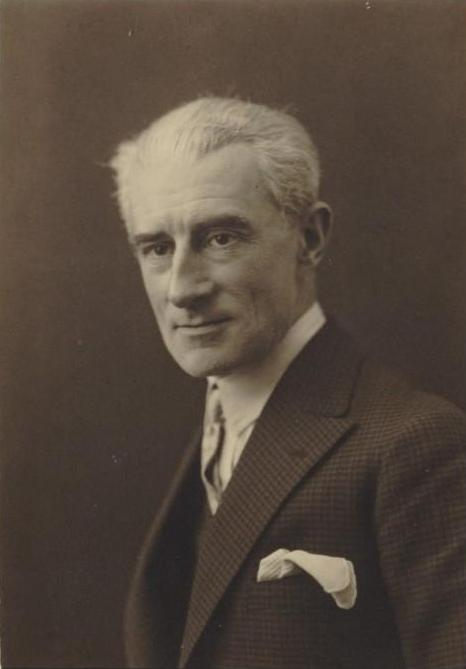
ラヴェル（1925年）

『子供と魔法』（こどもとまほう、フランス語: L'enfant et les sortilèges）は、モーリス・ラヴェルが作曲し、シドニー=ガブリエル・クロディン・コレットが台本を書いた1幕のオペラ。オペラとバレエを融合させた幻想的なオペラ作品で、ラヴェル自身『ファンタジー・リリック（幻想的オペラ）』と名付けている。また『子供と呪文』と表記されることもある。

## 作曲の経緯

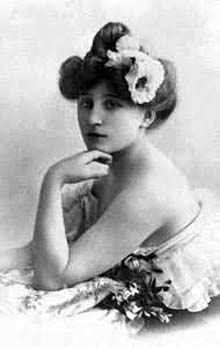
コレット

1914年にパリ・オペラ座の監督に新しく就任したジャック・ルーシェ（Jacques Rouché）は、おとぎ話を題材とした童話バレエの台本の作成を作家シドニー=ガブリエル・クロディン・コレットに持ちかけた。遅筆であったコレットは異例の早さで台本を執筆し、完成後その内容に満足したルーシェは幾人かの作曲家の名を候補に挙げた。両者はしばらく黙した後、ルーシェが「ラヴェルではどうでしょう」と提案し、コレットはその提案に大賛成したと考えられていた。しかし、その後の研究の結果、「ルーシェとコレットの手紙から、オペラ化の話は1916年4月以降、デュカス、ストラヴィンスキー、シュミットに相次いで断られた挙句、ラヴェルのもとに持ち込まれた。最初からラヴェルに作曲を依頼したという話は作り話だった」ことが判明した。
台本がラヴェルのもとに届いたのは1918年のことで、受け取った後の1920年に作曲を承諾するが、思うように作曲は進まず、ラヴェルはオペラの一場面の作曲を終えたところで、『ヴァイオリンとチェロのためのソナタ』を作曲するために一旦中断し、完成まで長い時間を要している。その後は再び始めることに困難を極めたという。
その間、オペラ上演の主導権はパリ・オペラ座からモンテカルロ歌劇場へと移り、歌劇場の支配人ラウル・ガンズブールがラヴェルを訪問し、劇場のために彼の新作のオペラを上演したいと力説した。これは1911年にモンテカルロ歌劇場で、前作の『スペインの時』が上演された際に大成功を収め、その次のオペラ作品に意欲を示していたのである。ラヴェルはその後、数ヶ月間はひたすら作曲に没頭し、総譜の譲渡の期限として1924年の12月31日の時点で作曲を終え、初演までに辛うじて間に合ったのだった。

## 初演とその後

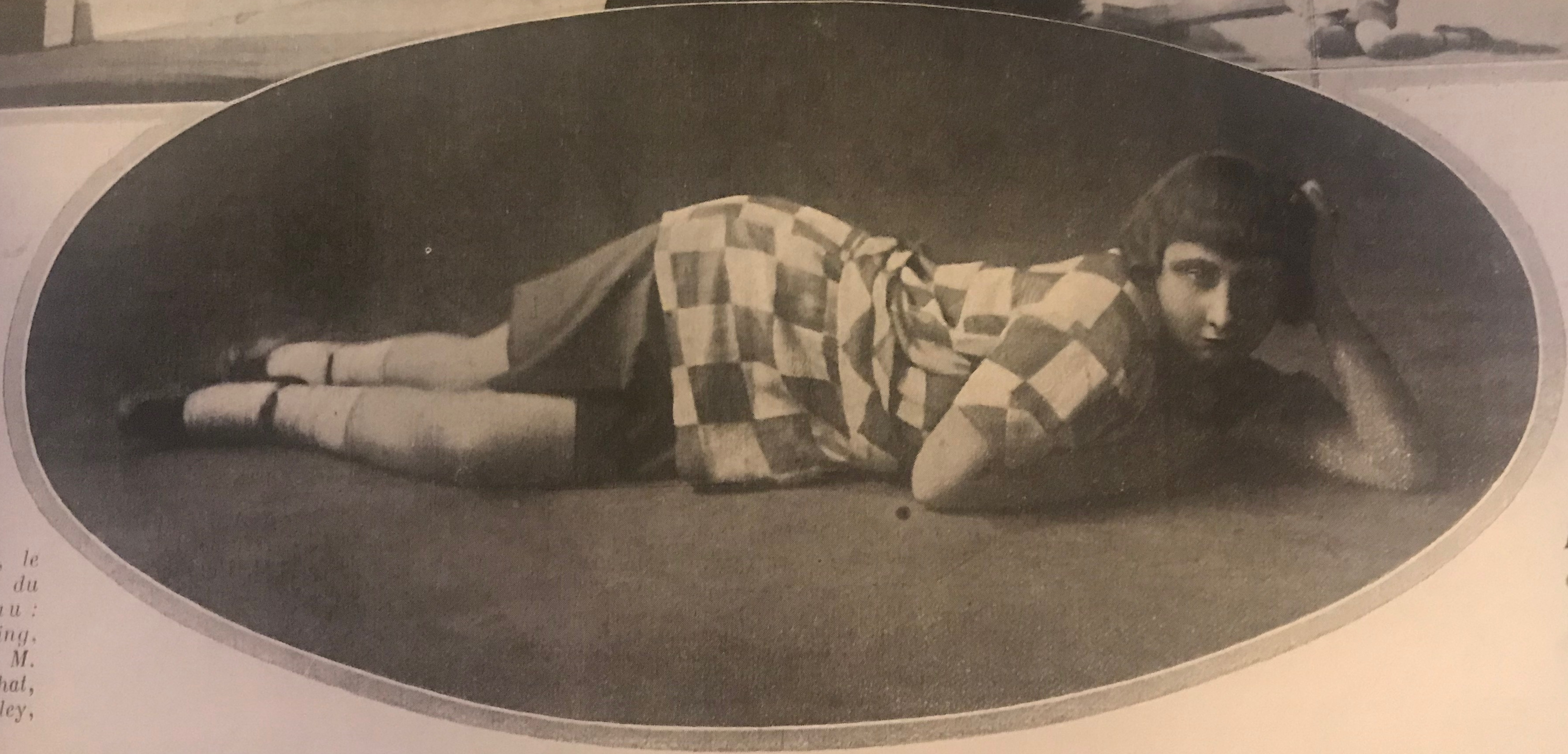
子供を演じたマリー＝テレーズ・ゴレ

初演は1925年の3月21日にモンテカルロ歌劇場（グラン・テアトル）で、ヴィクトル・デ・サバタの指揮、主役の子供役はマリー＝テレーズ・ゴレが担い、演出はラウル・ガンズブール、バレエの場面の振り付けは当時20歳のジョージ・バランシンの担当によって行われ、大成功を収めた。
モンテカルロでの上演後、1926年の2月1日にパリのオペラ＝コミック座でパリ初演が行われたが、聴衆と批評家の反応は賛否両論であった。しかし、その後は各地で上演され、4年後にプラハ、ライプツィヒ、ウィーンなどで行われている。米国初演は1930年9月19日、サンフランシスコ公会堂にて行われた。出演はQ・マリオ、グルニンガー、ファルンクロウト、ピッコら、指揮はメロラであった。イギリス初演は1958年12月3日、オックスフォード劇場にてオックスフォード大学オペラクラブによってウェストラップの指揮によって行われた。
日本での初演は、1954年4月5日、日比谷公会堂で、渡辺暁雄、東京フィルハーモニー交響楽団により、演奏会形式で行われた。
また、2013年8月に長野県松本市で行われたサイトウ・キネン・フェスティバルによる公演はのちにアルバム化され、2016年のグラミー最優秀オペラ・レコーディング賞では指揮を務めた小澤征爾が受賞した。

## 作品
ラヴェル最後の直弟子であるマニュエル・ロザンタールは「『子供と魔法』はラヴェルの主要作品の一つだが、ラヴェルの秘密めいた感覚や意見が隠された、心情の吐露だと見なせるものだ。このオペラは子供時代ばかりでなく、すべての人間にかかわる作品だと言えよう」さらに「ラヴェルの深いところに優しさが存在しており、優しさこそが多くの人を感動させる。子供への母親の優しさ、動物は勿論のこと、ありとあらゆるものへの優しさこそが人の心を揺さぶるのではないだろうか」と述べている。

## 登場人物

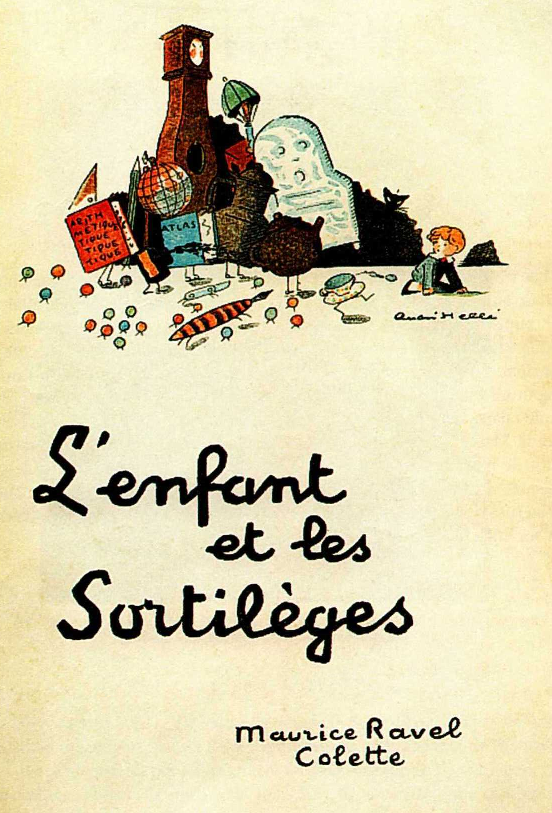
アンドレ・エレによるデザイン

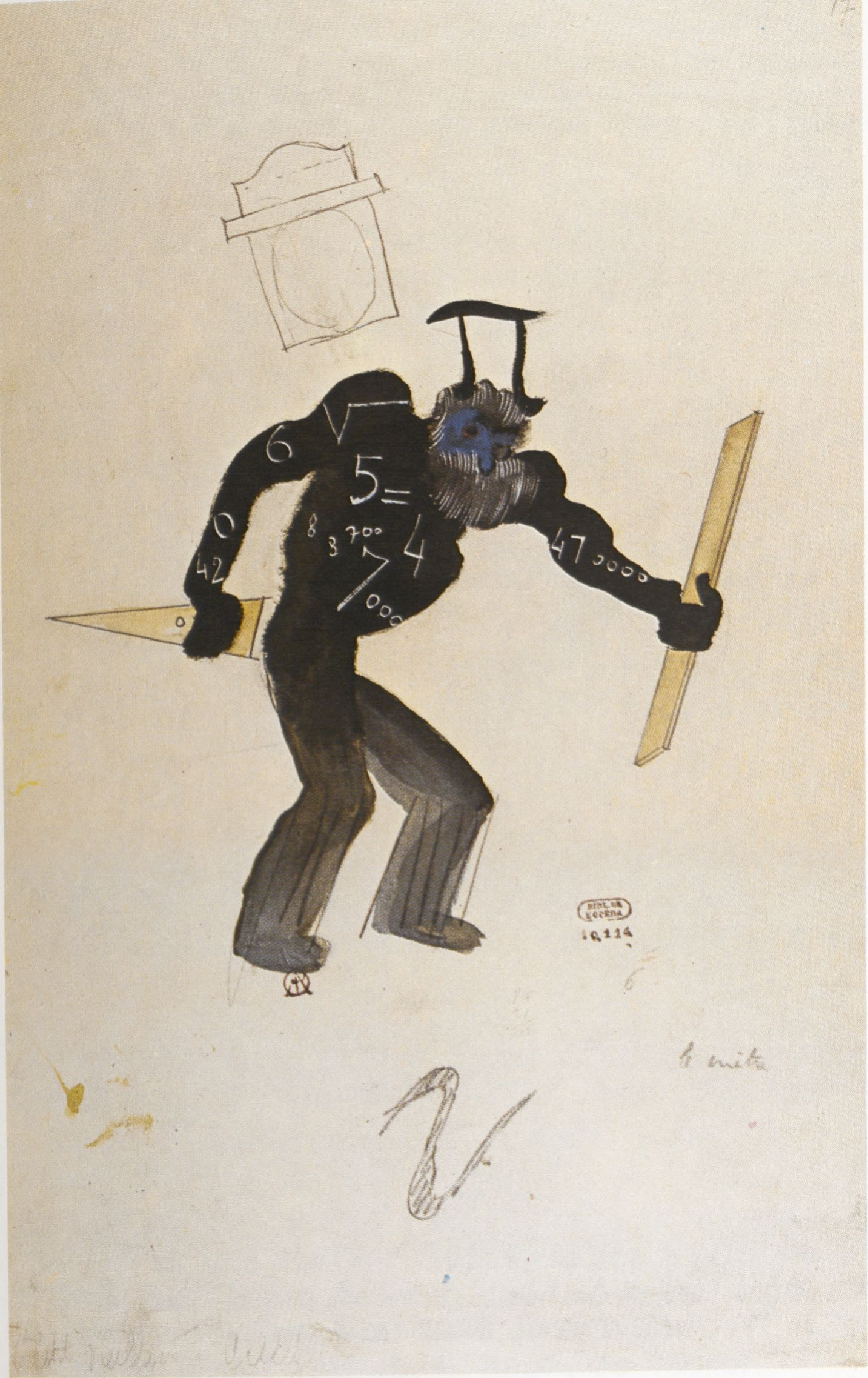
算数の先生、1939年上演のためのポール・コレンによるスケッチ

| 人物                         | 声域         |
| ---------------------------- | ------------ |
| 子供                         | メゾソプラノ |
| 母親                         | コントラルト |
| 雌猫                         | メゾソプラノ |
| 安楽椅子                     | ソプラノ     |
| 火                           | ソプラノ     |
| 王女                         | ソプラノ     |
| ナイチンゲール               | ソプラノ     |
| コウモリ                     | ソプラノ     |
| 羊飼いの娘                   | ソプラノ     |
| フクロウ                     | ソプラノ     |
| お姫様                       | ソプラノ     |
| ウグイス                     | ソプラノ     |
| 算数を教える小さい老人       | テノール     |
| 雨蛙                         | テノール     |
| 中国の茶碗（ティー・ポット） | テノール     |
| 羊飼いの男                   | アルト       |
| カップ                       | アルト       |
| トンボ                       | アルト       |
| ソファー                     | バリトン     |
| 大時計                       | バリトン     |
| 雄猫                         | バリトン     |
| 木                           | バス         |

## 楽器編成
3管編成：フルート2、ピッコロ、オーボエ2、コール・アングレー、クラリネット2、バスクラリネット、バスーン2、コントラ-バスーン、ホルン4、トランペット3、トロンボーン3、チューバ、ティンパニ(1対)、小ティンパニ、トライアングル、小太鼓、シンバル、大太鼓、タムタム、フエ、クレセル、ラペ・ア・フロマージュ、ウッドブロック、風音器、アンティークシンバル、ロットスフルート、シロフォン、チェレスタ、ハープ、ピアノ、弦5部

## 演奏時間
約45分。

## あらすじ
舞台はフランスのノルマンディ地方の田舎の家の一室と庭

### 第1場

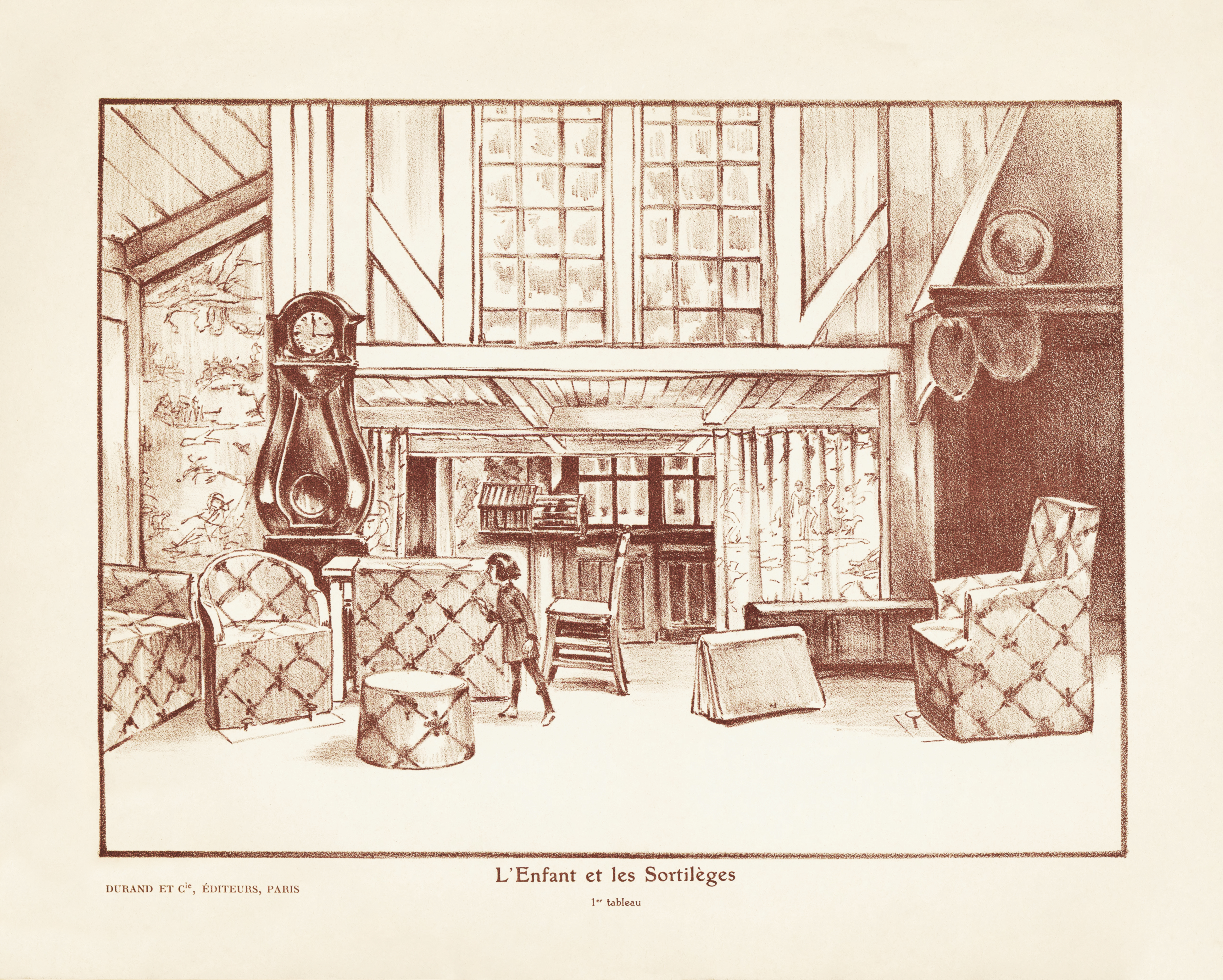
第1幕より

静かな短い序奏によって幕が上がる。6歳ないし7歳になる子供(坊や)は勉強するようにと母親から言われて宿題を始めたものの、すぐに飽きてしまい「宿題なんかしたくない、散歩に行きたい。お菓子を食べてしまいたい」と言い出し、不平不満を漏らす。そこに母親がおやつを持って入って来るが、宿題が全く進んでいないことに気付いて子どもを叱りつけ、罰として砂糖抜きの紅茶とバターの塗っていないパンを置いて「反省しなさい」と言って出て行く。
腹を立て、癇癪を起こした子供は「僕はとっても意地悪なんだ」と言ってポットやカップを叩き割り、籠の中にいるペットのリスをペン先で突いたり、雄猫の尻尾を引っ張ったりと八つ当たりを始める。火掻き棒で暖炉の灰を掻き回したり、壁紙を破いたり、大時計の振り子にぶら下がって外し、ノートや本を破って「僕は意地悪で自由!」と叫ぶ。
いたずらに飽き、疲れた子供はソファーに座ろうとすると、ソファーが突然動きだし、子供は驚く。ソファーは安楽椅子に「ダンスのお相手をどうぞ」と声を掛け、「これであの乱暴な子供をやっと追い払いました」と歌いながらダンスを踊り始め、他の道具たちもこれに加わり、子供から受けた苦しみを歌う。子供は何が起こったのか分からず、この様子をただ驚きの目で見つめるだけである。続いて大時計が鳴りだし、「もう鳴り止まない、何時なのかもわからない、あの子に振り子を外されてしまった!」と歌いながら歩き始め、子どものためにこの歳でこんな鳴り方をする破目になった大時計は自らを嘆く。英語で喋るウェッジウッド製のポットはボクサー(またはカンフー)のようにして子供を脅し、中国製のカップは尖った指で子供を脅す。「僕のきれいな中国茶碗が」と言って呆然とする子供。そして大切な茶碗を壊したことを後悔する。
陽が沈み、子供が暖炉に近づくと「いい子には暖めてあげるけど、悪い子には焼き殺すよ」と火が子供を追いかけ回し、そして灰と戯れる。「こわいよ」と子供は呟くと、今度は羊飼いの男女が羊や犬を連れて現れ、「この意地悪な子が壁紙を破ったおかげで、私たちの愛が引き裂かれた」と嘆いて去って行く。さらに破った本からはおとぎ話のお姫様が現れ、「あの娘だ」と驚く子供に向かって、「昨日あなたが夢の中で叫んでいたおとぎ話のお姫様よ。あなたのせいで呪いをかけられてしまった」と嘆き悲しみ、眠りと夜の世界へと姿を消す。子供は最後を知ろうと破けて散った本からその部分を捜そうとするが教科書ばかりで見つからない。
教科書を踏みつけるとそこから小さな老人が現れ、立て続けに算数の文章問題を出して支離滅裂に歌い、数字たちも表れて子供をダンスに誘って引きずり込む。子供は目を回して倒れ、同時に老人と数字たちは姿を消す。月が昇り、人間と同じ大きさの黒猫が出て来て頭上でじゃれつき、子供が起き上がると今度は白猫が出て来て、発情した2匹の猫はうるさく泣き始めるものの、愛の二重唱を歌い始める。2匹の猫は外に出たので子供は猫を追って庭に出て行く。

### 第2場

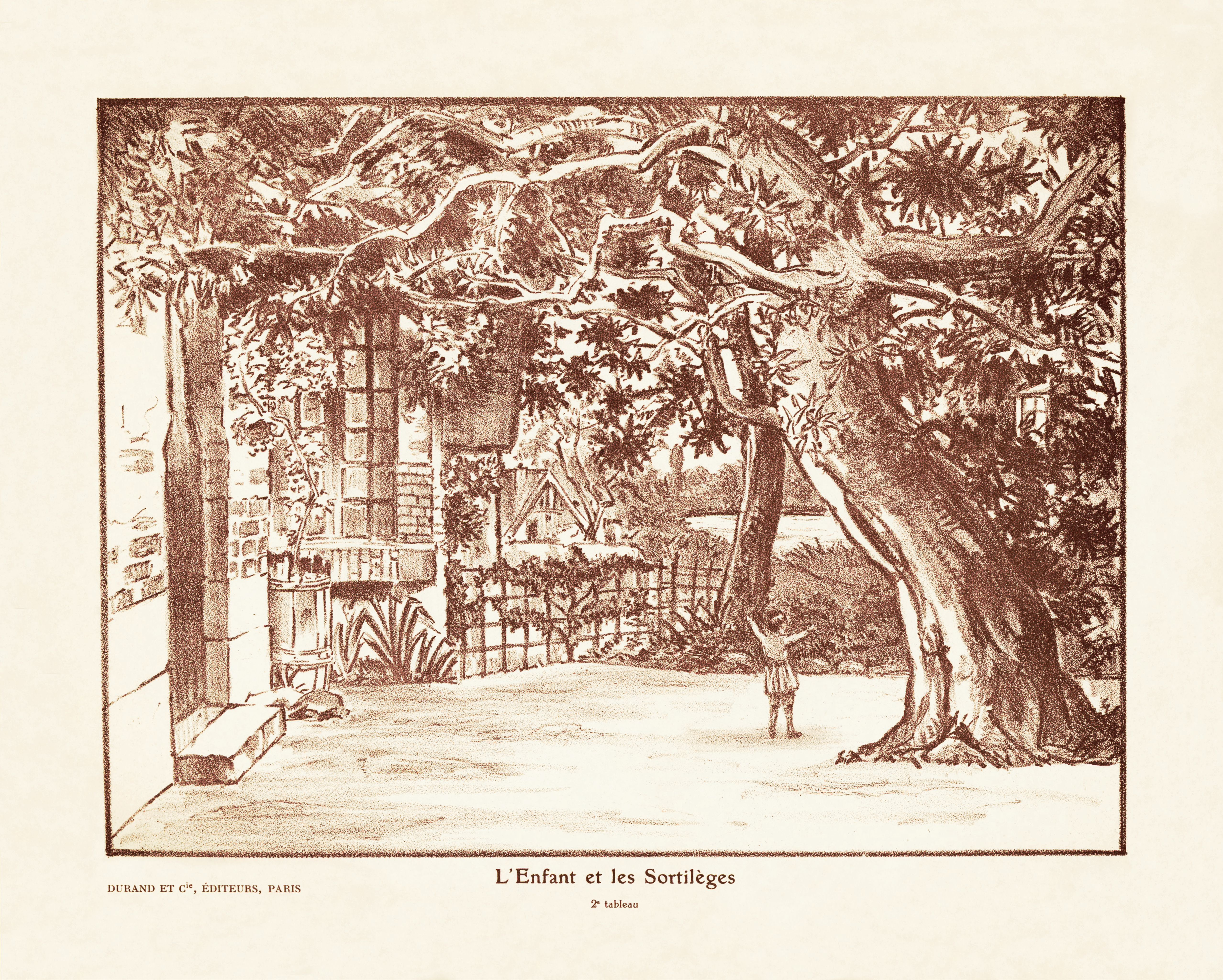
第2幕より

月が輝く広い庭に出て安心する子供。だが大きな木に寄りかかると「お前が今日盗んだナイフで、この腹につけた傷だよ…痛くて樹液が血のように流れている」と呻く。飛んできたトンボが子供に迫り「恋人を返して」と言うが、針で壁に刺してしまったため子供は何も言えない。そこに妻を殺されたこうもりが飛んできて、残されたヒナの話をして責める。籠から逃げ出したリスは雨蛙に対し速く逃げるよう促すが、雨蛙は「餌が来たら飛びかかり、捕まるが、逃げてまた戻って来る」と言う。子供はリスに「籠の方がお前のすばしっこさ、きれいな目を見るのに良かった。そのために仕掛けたものだったのに」と話す。
多くの動物たちでいっぱいとなった庭。子供は動物がそれぞれ仲良くし合っている様子を見て、次第に孤独感に襲われて「ママ!」と叫ぶ。すると動物たちや木が子供に向かって一斉に襲いかかる。やがてただの乱闘騒ぎに発展し、1匹のリスが足に怪我をし、叫び声を上げて地面に倒れる。すると子供は自分のリボンでリスの傷口を縛って介抱し、そのまま疲れて倒れてしまう。この様子を見た動物たちは静まり返り、口々に「彼は傷の手当てをした」と呟き、自分たちでは子供を介抱できないと、皆で家の方に子供を連れて行きながら、「ママ!」と大きな声で叫ぶ。
家の中が明るくなり、動物たちは子供を置いて「彼はおりこうです。非常に優しくて、良い子です」と歌いながら去って行く。気が付いた子供はそばにいる母親に手を差し伸べて「ママ!」と呼ぶ。そのまま静かに幕を閉じる。